# Faberlic
Faberliс S.A. es una empresa rusa de venta directa, fabricante de cosméticos, ropa, accesorios, calzado y otras categorías de productos. Fue establecida en 1997 y opera bajo el nombre actual desde el año 2001.

## Historia
La empresa fue fundada por Alekséi Necháiev y Alexander Davankov en 1997 bajo la marca «Russkaya Liniya» (Russian line).
En 2001, «Russkaya Liniya» pasó a llamarse «Faberliс».
En 2011, se realizó una fusión con las empresas Edelstar e Infinum y al año siguiente con la empresa Sengara.
En 2016, las empresas Florange y Denas MS se aliaron con Faberlic.
En 2017, abrió su propia fábrica de costura en la ciudad de Fúrmanov, región de Ivanovo.
En 2019, el Gobierno de la ciudad de Moscú otorgó a las plantas de producción de Faberliс el estatus de complejo industrial.
En 2021, el complejo de producción francés BIOSEA se ha incorporado a Faberlic.

## Actividad
La empresa se dedica a la producción de diferentes productos: cosméticos, perfumes, productos químicos para el hogar, así como productos para el hogar y para los niños, alimentos, ropa, zapatos, accesorios, ropa interior y panties, artículos para las mascotas.

## Empresa

### Propietarios y administración
En los primeros años de existencia de Faberliс, Sr. Nechaev invirtió en la empresa dos millones de dólares de fondos personales y un millón de fondos prestados, y hasta el año 2000 fue el único propietario de la empresa. En el año 2000, Alexander Davankov, que estaba a cargo de la gestión operativa, vendió la opción equivalente al 10% de Faberliс. En 2010, intercambió su participación por una parte de la planta de producción de la empresa en Stupinskiy proezd. Como resultado de la transacción, Aleksey Nechaev se convirtió en el propietario de más del 99% de la empresa: otro propietario de acciones de Faberliс es su hija Daria Nechaeva. Desde el 1 de marzo de 2020, Sr. Nechaev y Sr. Davankov son los fundadores y líderes del partido político Gente Nueva.

### Rendimiento financiero
Según el grupo RBC (RosBiznesConsulting), los ingresos de Faberlic en 2016 ascendieron a 23 mil millones de rublos. De los cuales 12,96 mil millones en ingresos fueron de la venta de cosméticos y Perfumería, los otros 4,8 mil millones: ropa y accesorios, los productos para el hogar, para la salud representaron otros 3,23 mil millones y alrededor de 390 millones fueron otros ingresos.

### Premios
Desde 2006, Faberlic está incluida en la clasificación mundial de las 100 mayores empresas de perfumería y cosmética según la publicación Women's Wear Daily (WDD), donde es el único representante de Rusia. En 2015, la empresa también ocupó el 3er puesto en la lista de empresas de cosméticos del crecimiento más rápido según WDD.